# 固惠工程
固惠工程有限公司，簡稱固惠工程（英語：Oakwell Engineering Limited，SGX：584），在1984年由劉明鎮創立專門經營及銷售各種油氣氣管道。
總部位於No 8 Aljunied Ave 3 Oakwell Building Singapore 389933。其股份自1994年12月21日於新加坡交易所創業板上市。

## 連結
- Oakwell.com.sg（页面存档备份，存于）